# We the Best Music
We the Best Music Group est un label discographique américain, spécialisé dans le hip-hop, situé à Miami, en Floride. Il est fondé en 2008 par DJ Khaled. We the Best Music est affilié au label Def Jam, et actuellement distribué par Republic Records. Les artistes de We the Best incluent notamment Khaled, Ace Hood, Mavado, Steph Lecor et Vado.

## Histoire
En 2008, DJ Khaled lance We The Best Music Group en 2008. Le premier artiste à avoir signé sur We the Best Music est le rappeur Ace Hood.
En septembre 2011, Mavado signe au label. Le 2 mai 2012, le label signe un partenariat avec le label Young Money and Cash Money Billionaires de Birdman,. En 2013, Khaled fait un don de 10 000 $ au Miami Norland High School au nom de We the Best Music. En mai 2013, DJ Bobby Trends signe à We the Best Music Group. En octobre 2013, Khaled fait de son bras droit Jay Ones, manager général de We the Best imprint. En janvier 2014, Scott Storch signe au label. En 2014, Khaled publie un nouveau single au label, They Don't Love You No More, issu de son prochain album, I Changed a Lot.
En mai 2015, Khaled annonce un partenariat avec Sony Music : « Je suis très content de tout ce qu'il se passe avec We The Best Music », déclare-t-il. « Ca sera un été et une année spéciale We The Best. Toute l'équipe est chaud bouillante. » En juin 2015, la nouvelle signée au label, Steph Lecor, publie son premier single Saturday. DJ Khaled publie son huitième album, I Changed a Lot, le 23 octobre 2015, à We the Best Music Group et RED Associated Labels. En décembre 2015, Khaled lance sa boutique We the Best. Au début de 2016, Khaled lance We The Best Radio sur Apple Music's Beats 1. French Montana y est annoncé pour février 2016 pour diffuser sa mixtape Wave Gods,. Future y est également annoncé.

## Artistes
- DJ Khaled
- Ace Hood
- Mavado
- Steph Lecor[17]
- Vado

## Discographie
| Albums |
| --- |
| DJ Khaled - We Global - Sortie : 16 septembre 2008 - Meilleure position : 7e (Billboard 200) - Ventes aux États-Unis : 294 000 - Singles : Out Here Grindin, Go Hard                                                             |
| Ace Hood - Gutta - Sortie : 18 novembre 2008 - Meilleure position : 36e (Billboard 200) - Ventes aux États-Unis : 124 000 - Singles : Cash Flow, Ride                                                                            |
| Ace Hood - Ruthless - Sortie : 30 juin 2009 - Meilleure position : 23e (Billboard 200) - RIAA Certification : - Ventes aux États-Unis : 78 100 - Singles : Overtime, Champion                                                    |
| DJ Khaled - Victory - Sortie : 2 mars 2010 - Meilleure position : 14e (Billboard 200) - RIAA Certification: - Ventes aux États-Unis : 50 000 - Singles : Fed Up, Put Your Hands Up, All I Do Is Win                              |
| DJ Khaled - We the Best Forever - Sortie : 19 juillet 2011 - Meilleure position : 5e (Billboard 200) - Ventes aux États-Unis : 60 000+ - Singles : Welcome to My Hood, I'm On One, It Ain't Over Til It's Over                   |
| Ace Hood - Blood, Sweat and Tears - Sortie : 9 août 2011 - Meilleure position : 8e (Billboard 200) - Ventes aux États-Unis : 80 000+ - Singles : Hustle Hard, Go 'N' Get It, Body 2 Body                                         |
| DJ Khaled - Kiss the Ring - Sortie : 21 août 2012 - Meilleure position : 4e (Billboard 200) - Ventes aux États-Unis : 80 000+ - Singles : Take It to the Head, I Wish You Would                                                  |
| Ace Hood - Trials and Tribulations - Sortie : 16 juillet 2013 - Meilleure position : 4e (Billboard 200) - Ventes aux États-Unis : 55 000+ - Singles : Bugatti, We Outchea                                                        |
| DJ Khaled - Suffering from Success - Sortie : 22 octobre 2013 - Meilleure position : 7e (Billboard 200) - Ventes aux États-Unis : 44 000+ - Singles : No New Friends, I Wanna Be with You                                        |
| DJ Khaled - I Changed a Lot - Sortie : 23 octobre 2015 - Meilleure position : 12e (Billboard 200) - Ventes aux États-Unis : 25 000+ - Singles : They Don't Love You No More, Hold You Down, How Many Times, Gold Slugs, You Mine |